# Hans-Albert Walter (Künstler)

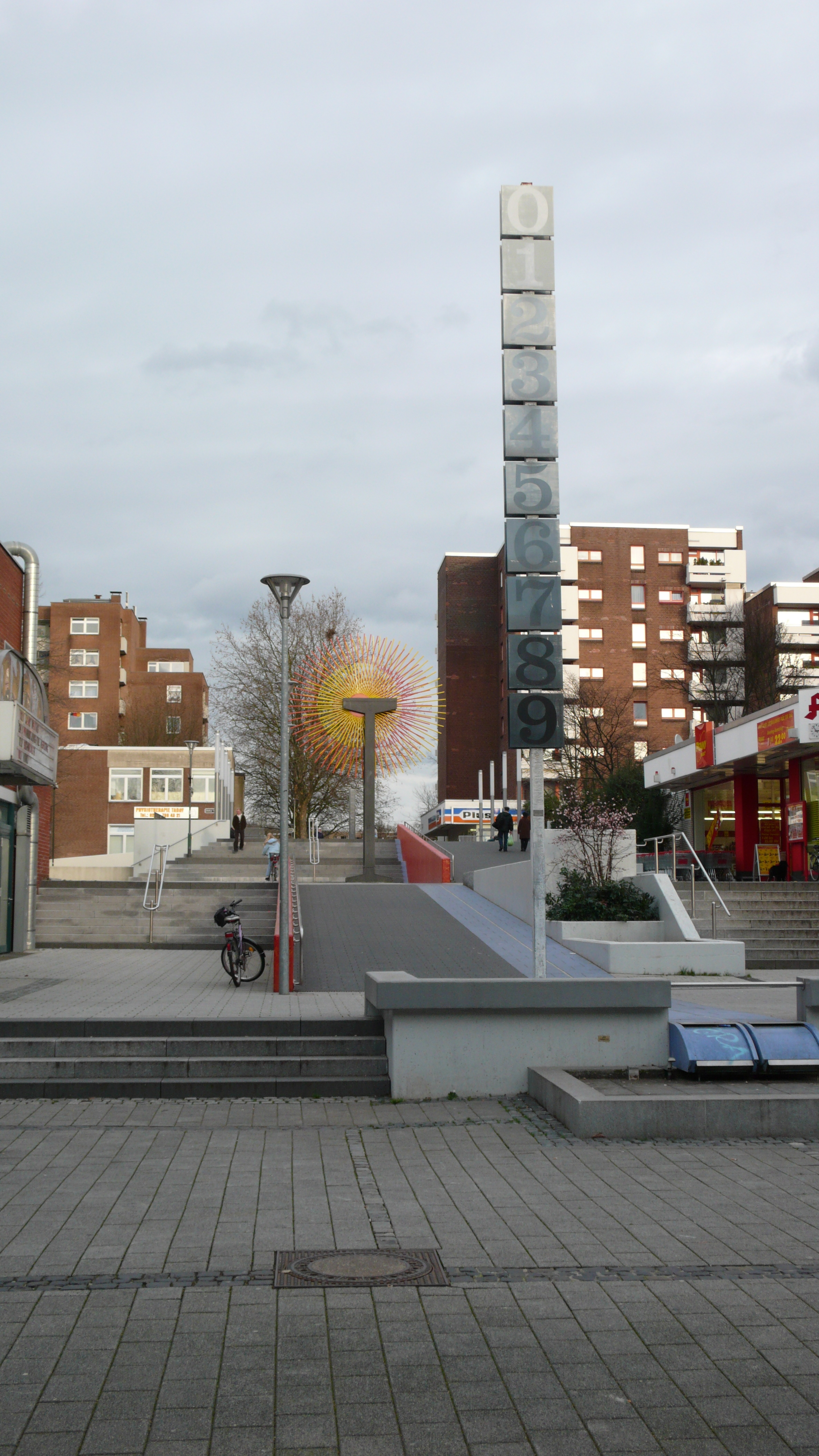
Countdown in Düsseldorf-Garath

Hans-Albert Walter (* 3. Juli 1925 in Kolberg, Pommern; † 11. Februar 2005 in Diepholz) war ein deutscher Künstler.

## Leben
1940, im Alter von 15 Jahren verlor Walter sein Gehör. Dennoch studierte er bis 1952 in Stettin, an der Akademie München und an der Staatlichen Kunsthochschule Bremen. 1952 heiratete er Dorothea, geb. Mack; sie übersiedelten 1954 aus Niedersachsen nach Düsseldorf, wo er sich als Industriegraphiker betätigte. Seit 1956 beteiligte er sich an Ausstellungen. Seit 1962 agierte er als freischaffender Künstler, der enge Beziehungen zur Düsseldorfer Avantgarde hegte und sich an Ausstellungen der Gruppe ZERO beteiligte. Walter lebte und arbeitete seit 1983 neben Düsseldorf auch in Diepholz in Niedersachsen als Künstler.
Seine Werke befinden sich in privatem und in öffentlichem Besitz. Walter ist insbesondere durch seine großformatigen Zahlenbilder bekannt geworden. Rainer Beßling, der in der Reihe Kunst der Gegenwart aus Niedersachsen 1999 eine Monographie über den Künstler herausbrachte, schrieb über ihn: „Seit Anfang der 1970er Jahre beschäftigte er sich ausschließlich mit den Zahlen 0 bis 9, deren Verwendung als Bildsujet er größte Varianten künstlerischer Fantasie abgewinnt.“

## Auszeichnungen
- 1966/68  Künstlerförderung der Stadt Düsseldorf (Förderpreise)
- 1972  Pommerscher Kulturpreis Köln, Gürzenich
- 1975  Lovis-Corinth-Preis der Künstlergilde (Ehrengabe), Museum Ostdeutsche Galerie (MOG) Regensburg
- 1977  Preis des Kunstvereins Oberhausen „Das Revier als Faszination“
- 1995  Kulturpreis des Landkreises Diepholz für das Lebenswerk
- 2000  Medaille „pro arte“ der Künstlergilde Esslingen

## Ausstellungen und Sammlungen
Seit 1956 beteiligte Hans-Albert Walter sich an „zahllosen Kunstereignissen und Einzelausstellungen in wichtigen Museen und Sammlungen“ (Eigenaussage H.-A. Walter). 1967 wurden seine Arbeiten zusammen mit Werken von Franz Pauli in der Galerie Wirth in Berlin ausgestellt.
Einzelausstellungen ab 1990:
- 1990 Sequenz der Stille, Sprengel-Museum, Hannover. Katalog
- 1992 Sequenz der Stille, Gesellschaft für Aktuelle Kunst (GAK), Weserburg, Bremen.
- 1995 Mein Planetenraum der Freiheit, Kulturhistorisches Museum, Osnabrück. Katalog
- 2000 Ein Fest für die Zahl, Kreissparkasse Diepholz.
- 2001 Interplanetare Räume, Max-Planck-Institut / Pommersches Landesmuseum, Greifswald.
- 2010 Hans-Albert Walter – Ein Einblick in die Sammlung des Syker Vorwerks Syker Vorwerk – Zentrum für zeitgenössische Kunst, Syke.
- 2011 Hans-Albert Walter, Galerie COSAR HMT, Düsseldorf.
- 2014 Weiße Eins auf rotem Grund – Arbeiten von Hans-Albert Walter, Syker Vorwerk – Zentrum für zeitgenössische Kunst, Syke.
- 2025 100 Jahre Hans-Albert Walter. Kosmos der Zahlen, Syker Vorwerk - Zentrum für zeitgenössische Kunst, Syke.[2]
- 2025 Die Farbe Schwarz und das Licht. 100 Jahre Hans-Albert Walter, Künstlerverein Malkasten, Düsseldorf.[3]

Die Gemeinnützige Stiftung Kreissparkasse Syke besitzt in ihrer Kunstsammlung im Syker Vorwerk – Zentrum für zeitgenössische Kunst mit 64 Arbeiten aus den Jahren 1954 bis 2003 die größte zusammenhängende museale Sammlung von Arbeiten von Hans-Albert Walter. 
 Das Werk „Pyramide“ kann in der Artothek der Stadt Vechta kostenlos ausgeliehen werden.